# 阿史那泥熟匐
泥熟匐（或泥孰匐，？—680年），阿史那氏，是唐初突厥人，在679年被擁立為可汗，在唐軍大舉進攻時被部下殺害。
唐滅東突厥後，設置了單于、瀚海二都護府管轄突厥各部首領。唐高宗調露元年（679年）十月，單于都護府轄區內的突厥首領阿史德溫傅、阿史德奉職二部落相繼反叛唐朝，立泥熟匐為可汗，得到二十四州響應，众至数十万。高宗遣鴻臚卿蕭嗣業、右千牛將軍李景嘉率兵討伐，被溫傅打敗，唐軍兵士戰死了一萬餘人。唐朝又詔禮部尚書裴行儉為定襄道行軍大總管，率太僕少卿李思文、營州都督周道務等統兵三十餘萬人再進攻。永隆元年（680年）三月，裴行儉在黑山（今内蒙古包头市西北）大破溫傅。泥熟匐被自己部下殺害，奉職被擒，余众逃奔狼山（今内蒙古杭锦后旗西北）。